# Wahlenbergia schwackeana
Wahlenbergia schwackeana là loài thực vật có hoa trong họ Hoa chuông. Loài này được Zahlbr. miêu tả khoa học đầu tiên năm 1900.